# Freemansburg
Freemansburg es un borough ubicado en el condado de Northampton, en el estado estadounidense de Pensilvania. En el año 2000 tenía una población de 1.897 habitantes y una densidad poblacional de 1.004,1 personas por km².

## Geografía
Freemansburg se encuentra ubicado en las coordenadas 40°37′38″N 75°20′23″O / 40.62722, -75.33972.

## Demografía
Según la Oficina del Censo, en 2000 los ingresos medios por hogar en la localidad eran de 44.297$ y los ingresos medios por familia eran 48.333$. Los hombres tenían unos ingresos medios de 31.994$, frente a los 24.853$ para las mujeres. La renta per cápita en la localidad era de 17.983$. Alrededor del 9,4% de la población estaba por debajo del umbral de pobreza.